# トグロコウイカ
トグロコウイカ (塒甲烏賊、学名：Spirula spirula) は深海性のイカの一種。トグロコウイカ目唯一の現生種である。体内にアンモナイトのような殻を持つことが特徴である。
深海性のため生体の発見は稀である。だが体内の殻は軽くて頑丈であり、死後に軟体部が腐ると殻だけが海面に浮上することになる。そのため熱帯・温帯の海岸で、打ち上げられた殻がよく観察される。

## 形態・生態
外套長は35-45 mm。8本の足と2本の触腕を持ち、これらは全て外套膜内に収納することができる。

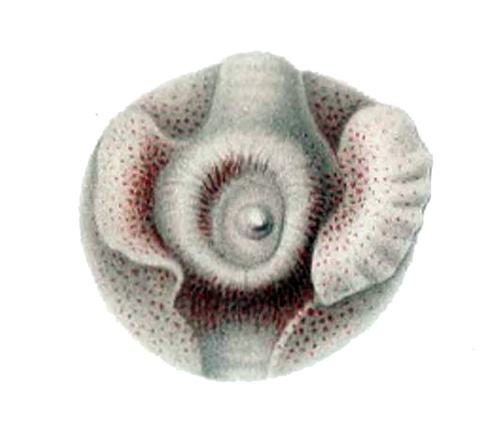
発光器。

歯舌はほぼ退化する:110:26。
外套膜の端に緑色の発光器を持つ。

### 殻

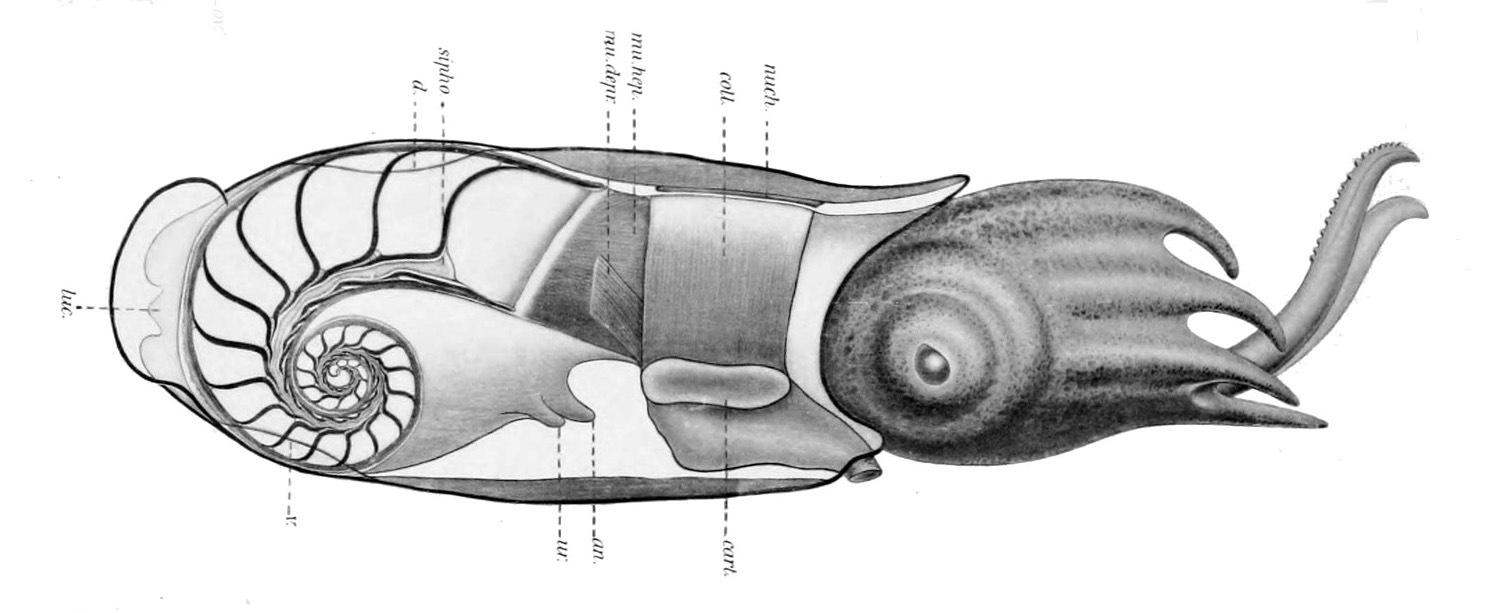
外套膜内での殻の位置。

浸透圧調節によって殻内部の液体を出し入れし、浮力を制御する。この殻は他のイカ類には見られないもので、内部に空洞があり、腹側に巻く。螺層は外れ、連室細管はその内側を走る。殻壁は2層の角柱層から構成される。また、殻が浮力を持つため、通常は頭を下にした姿勢を取ると考えられていた。
しかし、オーストラリア北東岸のサンゴ礁地帯「グレートバリアリーフ」で海底の地形図を作成しているアメリカのシュミット海洋研究所が2020年10月26日、遠隔操作型無人潜水機（ROV）「スー・バスチアン」で深さ850〜860メートル地点で7センチのトグロコウイカが泳ぐ様子を撮影することに世界で初めて成功した。その結果、殻を下にして頭は上にして泳ぐという事が判明した。
海面に浮遊する殻は、Jellyella属のコケムシなどの付着基盤となる。

## 分布
日中は深度1,000 mまでの深海に潜むが、夜間は100-300 mに浮上する。水温は10℃程度を好み、海洋島・大陸棚周辺に出現する。
ほとんどの文献では熱帯性とされており、カナリア諸島などでよく観察される。だが殻は海流に乗って遠くまで運ばれ、南アフリカ・ニュージーランドなどの温帯にも打ち揚げられる。
生活史はよく分かっていない。放卵・放精は直接観察されていないが、おそらく冬に深海で行われる。アホウドリの胃から発見されたことから、海面下10 m程度まで浮上することもあると考えられる。

## 分類
トグロコウイカ目には本種の他に、絶滅した2亜目が属する。
トグロコウイカ目はベレムナイト目やオーラコセラス目と近縁である可能性がある。また、これらの群とコウイカが単系統群を構成するかもしれない。

## 画像

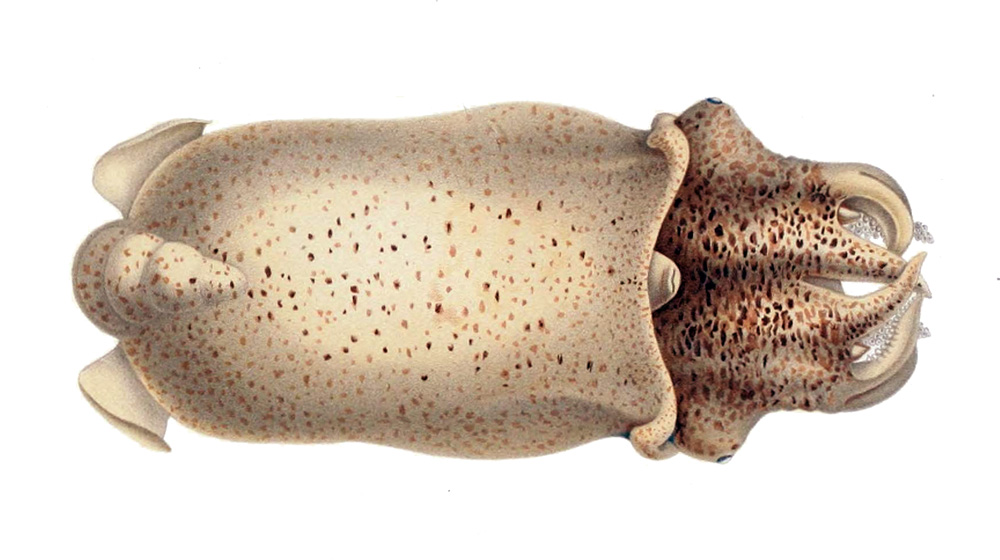
幼生
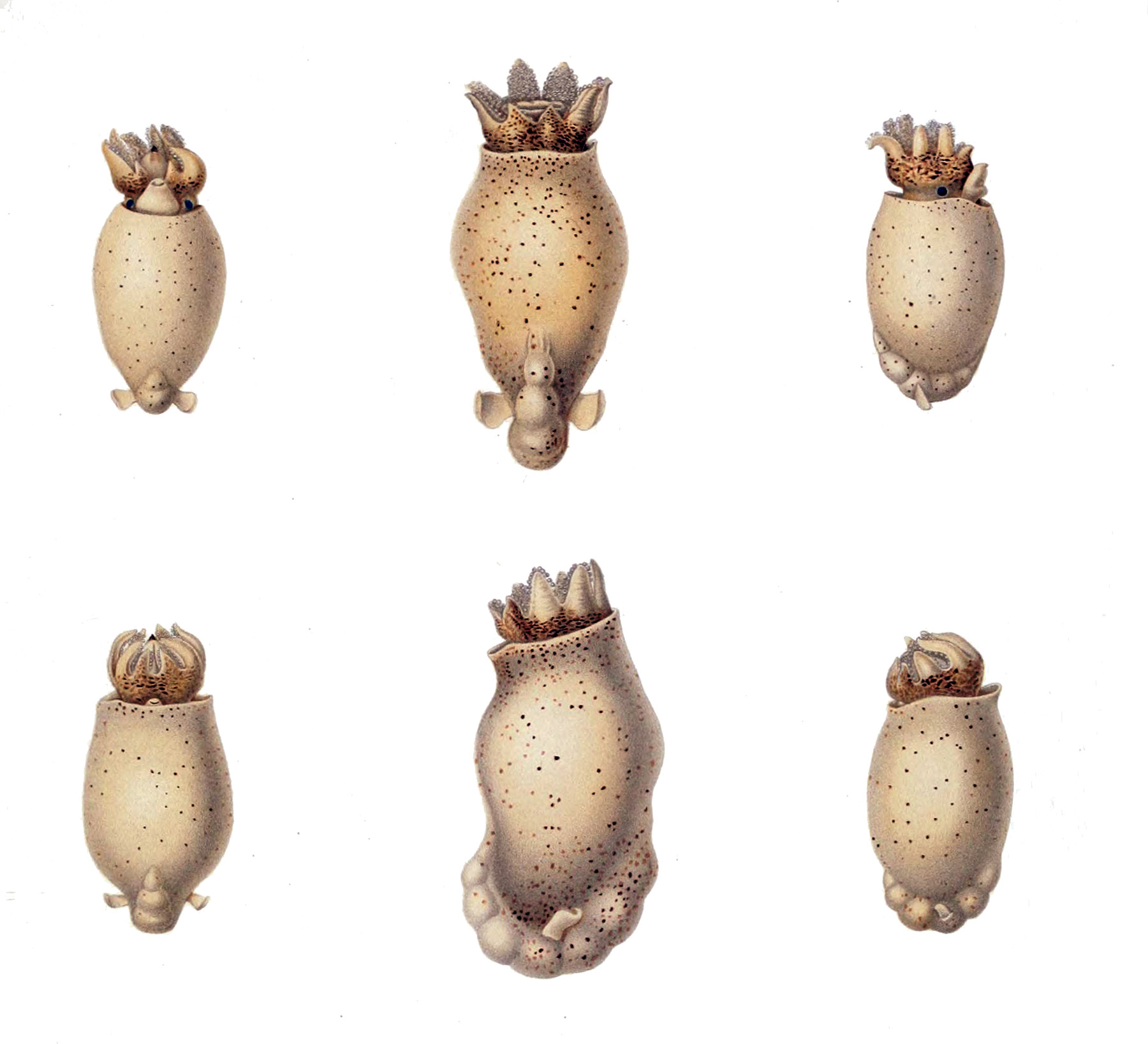
様々な発達段階の幼生
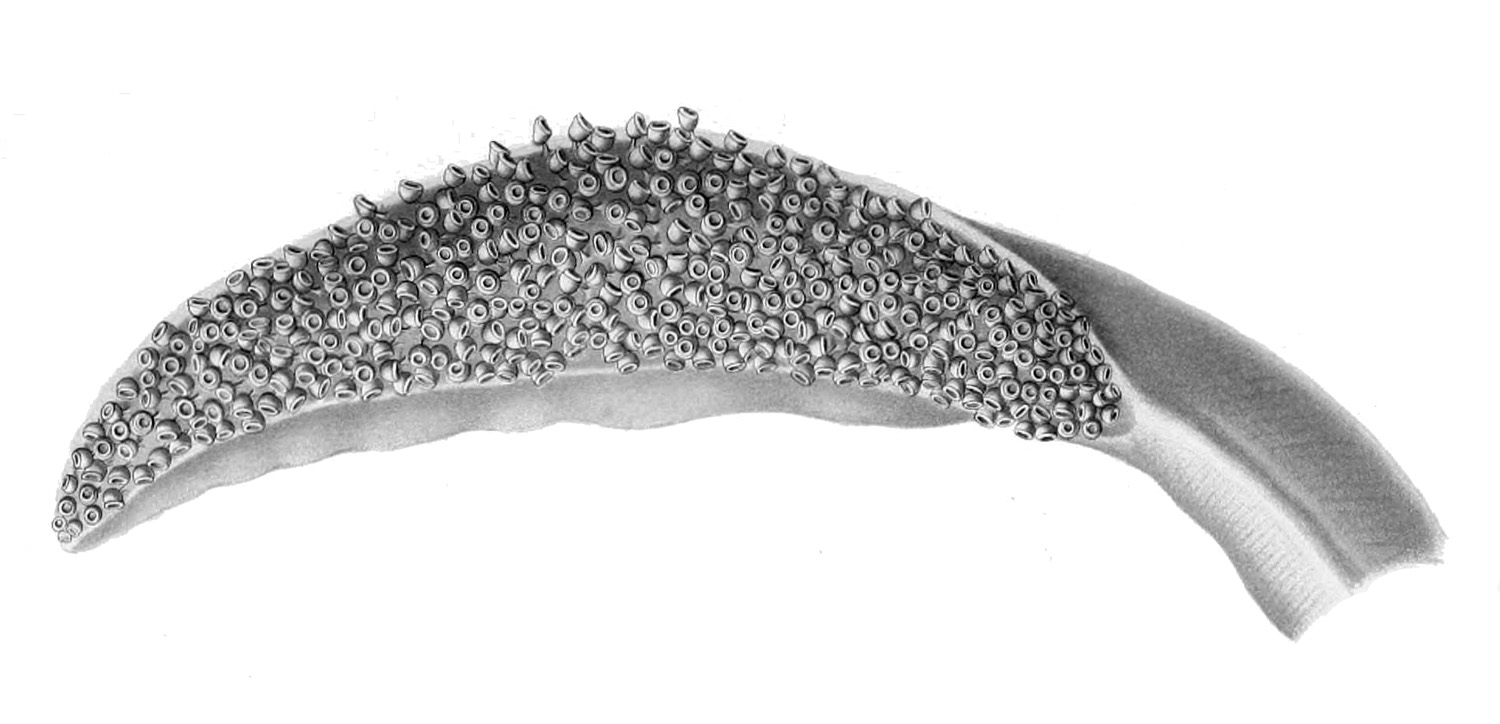
触腕先端部
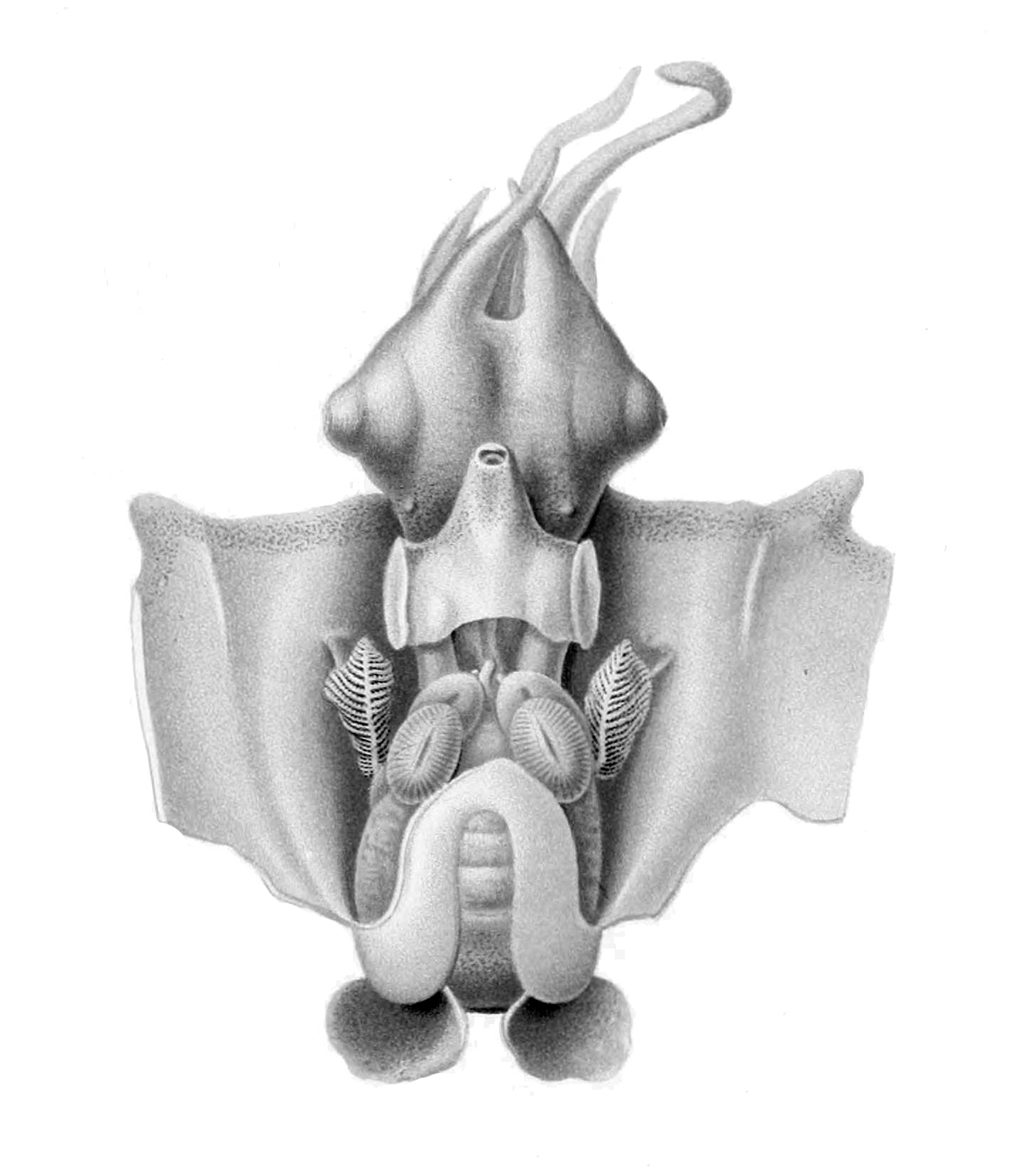
外套膜を切り開いた雌個体。